# A Ferencvárosi TC 1942–1943-as szezonja
A Ferencvárosi TC 1942–1943-as szezonja szócikk a Ferencvárosi TC első számú férfi labdarúgócsapatának egy szezonjáról szól, mely összességében és sorozatban is a 40. idénye volt a csapatnak a magyar első osztályban. A klub fennállásának ekkor volt a 44. évfordulója.

## Mérkőzések
| Színmagyarázat | Színmagyarázat |
| -------------- | -------------- |
|                | Győzelem.      |
|                | Döntetlen.     |
|                | Vereség.       |

### NB 1 1942–43

#### Őszi fordulók
| 1. forduló 1942. augusztus 23. |

| Ferencváros       | 2 – 2       | Szolnoki MÁV |
| ----------------- | ----------- | ------------ |
| Sárosi III Lukács | Jegyzőkönyv |              |

| Üllői út, Budapest |

| 2. forduló 1942. augusztus 30. |

| Csepeli WMFC | 4 – 2       | Ferencváros       |
| ------------ | ----------- | ----------------- |
|              | Jegyzőkönyv | Füstös Sárosi III |

| Béke téri stadion, Csepel |

| 3. forduló 1942. szeptember 6. |

| Ferencváros             | 3 – 3               | Salgótarjáni BTC |
| ----------------------- | ------------------- | ---------------- |
| Finta Lukács Sárosi III | (1 – 2) Jegyzőkönyv |                  |

| Üllői út, Budapest |

| 4. forduló 1942. szeptember 13. |

| Kispest | 2 – 3               | Ferencváros |
| ------- | ------------------- | ----------- |
|         | (2 – 2) Jegyzőkönyv | Füstös      |

| Budapest |

| 5. forduló 1942. szeptember 20. |

| Ferencváros               | 4 – 0               | Gamma FC |
| ------------------------- | ------------------- | -------- |
| Beke Finta Füstös Kiszely | (3 – 0) Jegyzőkönyv |          |

| Üllői út, Budapest |

| 6. forduló 1942. szeptember 27. |

| Vasas | 1 – 3               | Ferencváros         |
| ----- | ------------------- | ------------------- |
|       | (1 – 1) Jegyzőkönyv | Finta Lukács Füstös |

| Budapest |

| 7. forduló 1942. október 4. |

| Ferencváros                              | 9 – 2               | Szegedi AK |
| ---------------------------------------- | ------------------- | ---------- |
| Lukács Füstös Kiss Beke Sárosi III Finta | (3 – 0) Jegyzőkönyv |            |

| Üllői út, Budapest |

| 8. forduló 1942. október 11. |

| Ferencváros                | 5 – 2               | Diósgyőri MÁVAG |
| -------------------------- | ------------------- | --------------- |
| Kiss Finta Sárosi III Beke | (3 – 0) Jegyzőkönyv |                 |

| Üllői út, Budapest |

| 9. forduló 1942. október 18. |

| Nagyváradi AC | 3 – 0               | Ferencváros |
| ------------- | ------------------- | ----------- |
|               | (1 – 0) Jegyzőkönyv |             |

| Nagyvárad |

| 10. forduló 1942. október 25. |

| Ferencváros  | 2 – 2               | Haladás |
| ------------ | ------------------- | ------- |
| Finta Füstös | (2 – 1) Jegyzőkönyv |         |

| Üllői út, Budapest |

| 11. forduló 1942. november 8. |

| Elektromos FC | 3 – 2               | Ferencváros |
| ------------- | ------------------- | ----------- |
|               | (0 – 1) Jegyzőkönyv | Onódi II    |

| Budapest |

- Nézőtéri rendbontás miatt félbeszakadt.

| 12. forduló 1942. november 15. |

| Ferencváros          | 4 – 0               | Törekvés SE |
| -------------------- | ------------------- | ----------- |
| Onódi II Sipos Finta | (3 – 0) Jegyzőkönyv |             |

| Üllői út, Budapest |

| 13. forduló 1942. november 22. |

| Kolozsvári AC | 1 – 0               | Ferencváros |
| ------------- | ------------------- | ----------- |
|               | (0 – 0) Jegyzőkönyv |             |

| Kolozsvár |

| 14. forduló 1942. november 29. |

| Ferencváros      | 2 – 1               | Újvidéki AC |
| ---------------- | ------------------- | ----------- |
| Finta Sárosi III | (1 – 0) Jegyzőkönyv |             |

| Üllői út, Budapest |

| 15. forduló 1942. december 6. |

| Újpest | 4 – 5               | Ferencváros                        |
| ------ | ------------------- | ---------------------------------- |
|        | (2 – 3) Jegyzőkönyv | Sárosi III Sárosi I Lukács Nagy II |

| Megyeri út, Újpest |

#### Tavaszi fordulók
| 16. forduló 1943. február 28. |

| Ferencváros                                  | 8 – 2               | Kolozsvári AC |
| -------------------------------------------- | ------------------- | ------------- |
| Toldi Farkas Sárosi III Finta Sipos Sárosi I | (2 – 2) Jegyzőkönyv |               |

| Üllői út, Budapest |

| 17. forduló 1943. március 7. |

| Törekvés SE | 0 – 4               | Ferencváros        |
| ----------- | ------------------- | ------------------ |
|             | (0 – 1) Jegyzőkönyv | Toldi Finta Farkas |

| Budapest |

| 18. forduló 1943. március 15. |

| Ferencváros            | 3 – 0               | Elektromos FC |
| ---------------------- | ------------------- | ------------- |
| Sipos Toldi Sárosi III | (2 – 0) Jegyzőkönyv |               |

| Üllői út, Budapest Játékvezető: Palásti Ferenc (magyar) |

| 19. forduló 1943. március 21. |

| Szegedi AK | 3 – 0               | Ferencváros |
| ---------- | ------------------- | ----------- |
|            | (1 – 0) Jegyzőkönyv |             |

| Szeged |

| 20. forduló 1943. március 28. |

| Haladás | 1 – 1               | Ferencváros |
| ------- | ------------------- | ----------- |
|         | (0 – 0) Jegyzőkönyv | Toldi       |

| Rohonci úti stadion, Szombathely |

| 21. forduló 1943. április 4. |

| Ferencváros               | 5 – 0       | Nagyváradi AC |
| ------------------------- | ----------- | ------------- |
| Beke Sipos Sárosi I Toldi | Jegyzőkönyv |               |

| Üllői út, Budapest |

| 22. forduló 1943. április 11. |

| Diósgyőri MÁVAG | 2 – 1               | Ferencváros |
| --------------- | ------------------- | ----------- |
|                 | (0 – 0) Jegyzőkönyv | Sárosi III  |

| Miskolc |

| 23. forduló 1943. április 18. |

| Ferencváros | 2 – 3               | Vasas |
| ----------- | ------------------- | ----- |
| Toldi Sipos | (2 – 3) Jegyzőkönyv |       |

| Üllői út, Budapest |

| 24. forduló 1943. április 26. |

| Gamma FC | 1 – 1               | Ferencváros |
| -------- | ------------------- | ----------- |
|          | (1 – 1) Jegyzőkönyv | Sárosi III  |

| Hungária körút, Budapest |

| 25. forduló 1943. május 2. |

| Ferencváros                    | 5 – 0               | Kispest |
| ------------------------------ | ------------------- | ------- |
| Sárosi I Sárosi III Sipos Beke | (3 – 0) Jegyzőkönyv |         |

| Üllői út, Budapest |

| 26. forduló 1943. május 9. |

| Salgótarjáni BTC | 2 – 1               | Ferencváros |
| ---------------- | ------------------- | ----------- |
|                  | (1 – 1) Jegyzőkönyv | Beke        |

| Salgótarján |

| 27. forduló 1943. május 23. |

| Ferencváros               | 3 – 1               | Csepeli WMFC |
| ------------------------- | ------------------- | ------------ |
| Onódi II Sipos Sárosi III | (1 – 0) Jegyzőkönyv |              |

| Üllői út, Budapest |

| 28. forduló 1943. május 30. |

| Szolnoki MÁV | 3 – 0               | Ferencváros |
| ------------ | ------------------- | ----------- |
|              | (3 – 0) Jegyzőkönyv |             |

| Szolnok |

| 29. forduló 1943. június 14. |

| Ferencváros         | 2 – 2               | Újpest |
| ------------------- | ------------------- | ------ |
| Sárosi I Sárosi III | (1 – 2) Jegyzőkönyv |        |

| Üllői út, Budapest |

| 30. forduló 1943. június 20. |

| Újvidéki AC | 1 – 2               | Ferencváros |
| ----------- | ------------------- | ----------- |
|             | (1 – 0) Jegyzőkönyv | Toldi       |

| Újvidék |

#### Végeredmény
| #  | Csapat               | J  | Gy | D  | V  | Rg | Kg  | P  |
| -- | -------------------- | -- | -- | -- | -- | -- | --- | -- |
| 1  | Csepeli WMFC         | 30 | 21 | 3  | 6  | 90 | 51  | 45 |
| 2  | Nagyváradi AC        | 30 | 19 | 4  | 7  | 85 | 49  | 42 |
| 3  | Ferencváros          | 30 | 15 | 6  | 9  | 84 | 51  | 36 |
| 4  | Gamma FC             | 30 | 12 | 12 | 6  | 67 | 49  | 36 |
| 5  | Salgótarjáni BTC     | 30 | 13 | 8  | 9  | 75 | 66  | 34 |
| 6  | Vasas SC             | 30 | 14 | 5  | 11 | 64 | 49  | 33 |
| 7  | Újpest               | 30 | 13 | 7  | 10 | 77 | 70  | 33 |
| 8  | Szolnoki MÁV FC      | 30 | 13 | 6  | 11 | 71 | 53  | 32 |
| 9  | Kispest              | 30 | 10 | 6  | 14 | 55 | 63  | 26 |
| 10 | Kolozsvári AC        | 30 | 11 | 4  | 15 | 60 | 70  | 26 |
| 11 | Újvidéki AC          | 30 | 10 | 6  | 14 | 52 | 63  | 26 |
| 12 | Diósgyőri MÁVAG      | 30 | 9  | 8  | 13 | 54 | 78  | 26 |
| 13 | Elektromos FC        | 30 | 10 | 5  | 15 | 63 | 54  | 25 |
| 14 | Szombathelyi Haladás | 30 | 8  | 7  | 15 | 60 | 92  | 23 |
| 15 | Szegedi AK           | 30 | 8  | 3  | 19 | 60 | 115 | 19 |
| 16 | Törekvés SE          | 30 | 6  | 6  | 18 | 42 | 86  | 18 |

#### Eredmények összesítése
Az alábbi táblázatban összesítve szerepelnek a Ferencvárosi TC 1942/43-as bajnokságban elért eredményei.
| Ősz/tavasz (forduló)    | Otthon | Otthon | Otthon | Otthon | Otthon | Otthon | Otthon | Idegenben | Idegenben | Idegenben | Idegenben | Idegenben | Idegenben | Idegenben |
| Ősz/tavasz (forduló)    | M      | GY     | D      | V      | LG–KG  | GK     | P      | M         | GY        | D         | V         | LG–KG     | GK        | P         |
| ----------------------- | ------ | ------ | ------ | ------ | ------ | ------ | ------ | --------- | --------- | --------- | --------- | --------- | --------- | --------- |
| Őszi szezon (1–15.)     | 8      | 5      | 3      | 0      | 31–12  | +19    | 13     | 7         | 3         | 0         | 4         | 15–18     | –3        | 6         |
| Tavaszi szezon (16–30.) | 7      | 5      | 1      | 1      | 28–8   | +20    | 11     | 8         | 2         | 2         | 4         | 10–13     | –3        | 6         |
| Összesen (1–30.)        | 15     | 10     | 4      | 1      | 59–20  | +39    | 24     | 15        | 5         | 2         | 8         | 25–31     | –6        | 12        |

### Magyar kupa
| 1942. december 13. |

| Békéscsabai Törekvés | 0 – 5       | Ferencváros                     |
| -------------------- | ----------- | ------------------------------- |
|                      | Jegyzőkönyv | Finta Gyetvai Sárosi III Füstös |

|  |

| 1942. december 20. |

| Ferencváros | 1 – 0               | Gamma FC |
| ----------- | ------------------- | -------- |
| Finta       | (0 – 0) Jegyzőkönyv |          |

| Üllői út, Budapest |

| 1943. március 25. |

| Ferencváros  | 2 – 0       | BSzKRt SE |
| ------------ | ----------- | --------- |
| Toldi Lukács | Jegyzőkönyv |           |

| Üllői út, Budapest |

Elődöntő
| 1943. június 24. |

| Ferencváros                      | 4 – 1       | Csepeli MOVE |
| -------------------------------- | ----------- | ------------ |
| Sárosi I Füstös Sárosi III Finta | Jegyzőkönyv |              |

| Üllői út, Budapest |

Döntő
| 1943. június 27. |

| Ferencváros        | 3 – 0               | Salgótarjáni BTC |
| ------------------ | ------------------- | ---------------- |
| Sárosi II Onódi II | (1 – 0) Jegyzőkönyv |                  |

| Hungária körút, Budapest Nézőszám: 18 000 Játékvezető: Kiss Ernő (magyar) |

### Egyéb mérkőzések
| 1942. augusztus 9. |

| Elektromos FC | 0 – 5       | Ferencváros                 |
| ------------- | ----------- | --------------------------- |
|               | Jegyzőkönyv | Sárosi III Sárosi I Gyetvai |

| Budapest |

| 1942. augusztus 15. |

| Törekvés SE | 1 – 5       | Ferencváros              |
| ----------- | ----------- | ------------------------ |
|             | Jegyzőkönyv | Sárosi I Sárosi III Kiss |

| Budapest |

| 1942. augusztus 19. |

| Szolnoki MÁV | 1 – 3       | Ferencváros     |
| ------------ | ----------- | --------------- |
|              | Jegyzőkönyv | Füstös Sárosi I |

| Budapest |

| 1942. december 26. |

| Ferencváros | 1 – 2               | Kispest |
| ----------- | ------------------- | ------- |
| Toldi       | (0 – 1) Jegyzőkönyv |         |

| Üllői út, Budapest |

| 1942. december 27. |

| Ferencváros | 1 – 2               | Szolnoki MÁV |
| ----------- | ------------------- | ------------ |
| Finta       | (0 – 1) Jegyzőkönyv |              |

| Üllői út, Budapest |